# اليوم العالمي لصحة الفم

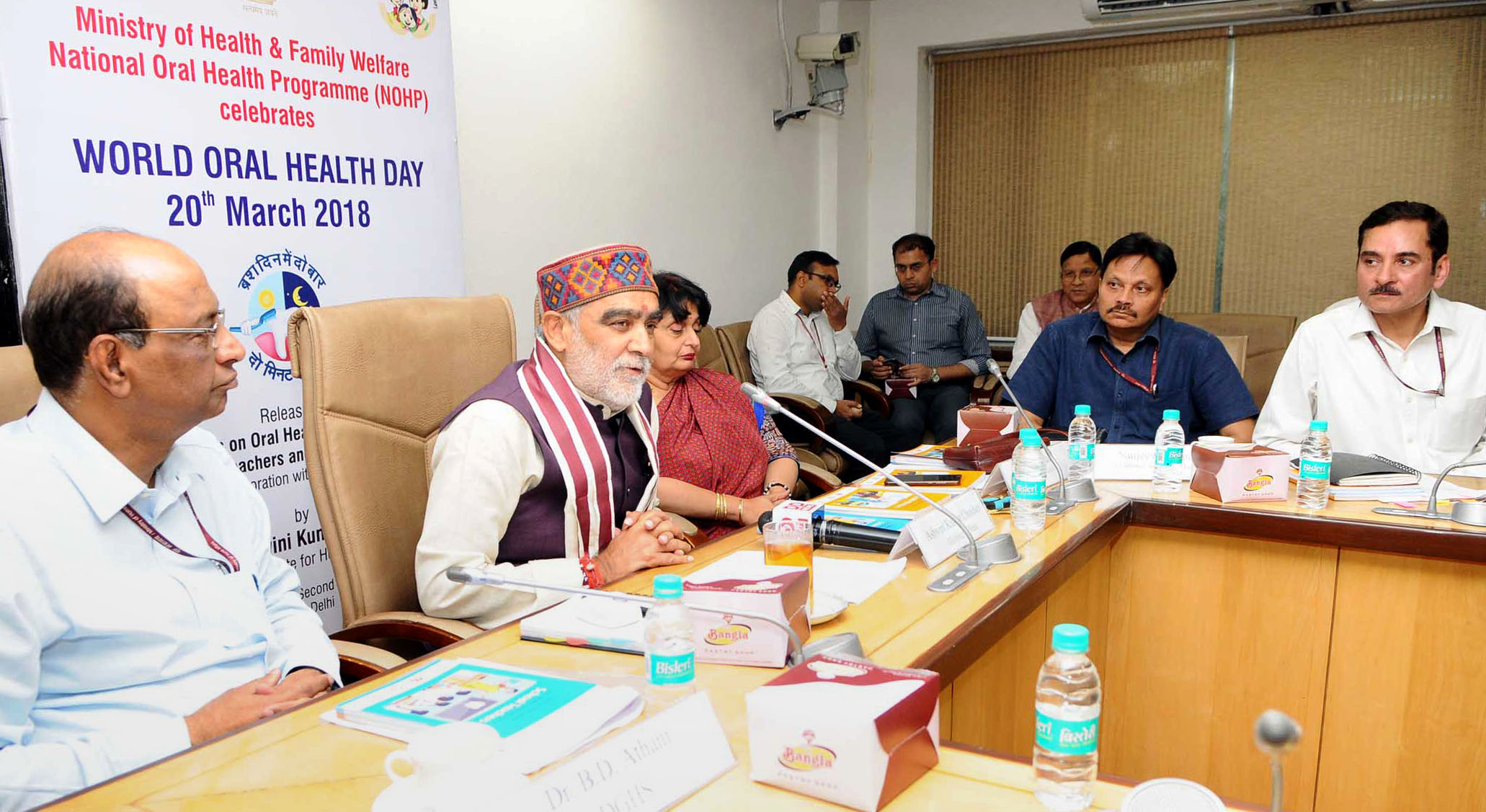

يتحفل باليوم العالمي لصحة الفم (بالإنجليزية:World Oral Health Day) سنويا في كل عام في يوم 20 مارس، ويتم إطلاق هذا اليوم كل عام ويهدف لزيادة الوعي العالمي بالقضايا المتعلقة بالصحة الفموية وأهمية نظافة الفم حتى تتمكن الحكومات والجمعيات الصحية وعامة الناس من العمل معا لتحقيق الهدف المنشود من هذا اليوم وهو أن يكون الفم صحي وخالي من الأمراض وأن يتمتع الفرد بحياة سعيدة. 90% سكان العالم يعانون من أمراض الفم في حياتهم، وكثير من الناس يهملون هذه الأمراض . ينظم الاتحاد العالمي لطب الأسنان في هذا اليوم عده حملات من قبل الاتحاد العالمي للأسنان في جميع أنحاء العالم أنشطة في أكثر من 130 بلدا.

## التاريخ
تم إطلاق اليوم العالمي لصحة الفم لأول مره 20 مارس 2013 من قبل الاتحاد العالمي للأسنان. كل عام يتم إطلاق حملة وتستمر لمده عام للتوعية بالصحة الفموية والوقاية من أمراض الفم. ظهرت هذه الحملات منذ عام 2013 ولكل عام موضوع محدد.

## مواضيع اليوم العالمي لصحة الفم
- 2013: أسنان صحية لحياة صحية.
- 2014 فرشاة فم صحي!.
- 2015: ابتسم للحياة!.
- 2016: كل شيء يبدأ هنا. فم صحي. جسد صحي.
- 2017: حياة فم ذكية.
- 2018: قل آه: فكر في الفم، فكر في الصحة.
- 2019: قل آه: فعل على صحة الفم.

## روابط خارجية
- اليوم العالمي لصحة الفم
- الاتحاد العالمي للأسنان
- اليوم العالمي لصحة الفم 2016